# Il pony di Lisa
Il pony di Lisa è un episodio della nota serie animata I Simpson, nello specifico si tratta dell'ottavo della terza stagione. Andò in onda per la prima volta il 7 novembre 1991 negli Stati Uniti sul canale televisivo Fox, e in Italia su Canale 5 il 14 novembre 1993.
L'episodio fu scritto da Al Jean e Mike Reiss, mentre il regista fu Carlos Baeza. Risale a questo episodio la prima apparizione del personaggio della cuoca Doris.
Per questa interpretazione il doppiatore di Homer Simpson, Dan Castellaneta, vinse un Primetime Emmy Award nel 1992.

## Trama
Lisa ha bisogno di un'ancia per il suo sassofono per il saggio di musica che si terrà a scuola nel pomeriggio (i tre giudici del saggio sono Gengive Sanguinanti Murphy, la Cuoca Doris e il giardiniere Willie). Chiede allora a Homer, chiamandolo al lavoro, di passare per il negozio di musica per comprare l'ancia. Ovviamente Homer non sa nemmeno cosa sia un'ancia e non ricorda nemmeno lo strumento che suona Lisa.
Il negozio di musica si trova di fianco al bar di Boe e preferisce passare prima a bere una birra Duff, promettendosi che alle 19, ora di chiusura del negozio sarebbe andato a comprare l'ancia. Alle 19 esce dal bar e trova il negozio chiuso. Il proprietario era uscito un paio di minuti prima per passare da Boe a prendersi una birra. Grazie all'intervento di Boe, il proprietario si convince a riaprire il negozio e Homer riesce ad acquistare l'ancia. Ma quando giunge a scuola è troppo tardi, poiché Lisa ha già cominciato a suonare senza l'ancia con risultati disastrosi.
Homer è chiaramente dispiaciuto. Decide allora di voler riconquistare l'affetto di Lisa regalandole un pony che però costa 5.000 dollari. Ricorre allora a un prestito di Burns con tasso da usura.
Ma mantenere un pony costa e Homer è costretto a lavorare anche di notte presso il Jet Market di Apu. Chiaramente Homer non riesce a sopportare i ritmi. Marge è costretta a rivelare a Lisa degli alti costi per il mantenimento del pony e soprattutto degli sforzi che sta facendo Homer per mantenerlo. Lisa, a malincuore, decide di restituire il pony, permettendo così al padre di smettere di lavorare al Jet Market di Apu, il quale lo ricorda come il suo miglior commesso.

## Produzione
L'episodio venne scritto da Al Jean e Mike Reiss, all'epoca showrunner della serie animata. Secondo le loro ricostruzioni, per produrre "Il pony di Lisa" utilizzarono i ritagli di tempo notturni lavorando dalle ventidue all'una ogni sera dopo aver terminato la loro consueta giornata lavorativa di circa 12-14 ore. L'idea di partenza degli sceneggiatori era quella di sviluppare una storyline che coinvolgesse una delle passioni di Lisa e alla fine si optò per il pony, provando a immaginare le dinamiche che si sarebbero create in una famiglia con un pony fra le mura domestiche.
Il creatore dei Simpson, Matt Groening, affermò che rendere animati i cavalli è "la cosa più difficile da fare". Gli animatori sfruttarono quindi alcuni riferimenti fotografici fra cui quello celebre di Eadweard Muybridge per realizzare il cavallo Principessa.
Il personaggio della signora che vende il pony a Homer è ispirato all'attrice Katharine Hepburn e venne doppiata da Tress MacNeille. Il personaggio della cuoca Doris, che qui compare per la prima volta, fu doppiato dalla segretaria di edizione Doris Grau, che le prestò la voce anche nelle successive apparizioni e doppiò vari altri personaggi nel corso degli anni. Quando la Grau morì tutti i personaggi da lei doppiati vennero ritirati dalla serie in segno di rispetto, eccetto la cuoca Doris, che continuò ad apparire senza mai parlare.

## Menzioni
La scena di apertura dell'episodio, nella quale Homer sogna di essere una scimmia, è ispirata al film 2001: Odissea nello spazio. Quando Homer rivede alcuni filmini del passato, ne nota uno nel quale guardava in TV Fantasilandia invece di prestare attenzione ai primi passi della figlia Lisa. La scena nella quale Lisa si risveglia accanto al pony è una citazione del film Il padrino, dove il personaggio di Jack Woltz trova la testa del suo cavallo nel letto in segno di intimidazione da parte della mafia. Una parte della musica che si sente quando Homer si addormenta alla guida è Golden Slumbers, un pezzo dei Beatles incluso nell'album Abbey Road.

## Accoglienza
Alla sua prima trasmissione, "Il pony di Lisa" ottenne un indice di penetrazione del 13,8%, pari a circa 12,7 milioni di telespettatori. Si piazzò al trentacinquesimo posto fra i programmi più visti della settimana e fu il programma della rete Fox che ottenne gli ascolti più alti in quella settimana.
Il doppiatore Dan Castellaneta ottenne il Premio Emmy per il suo doppiaggio di Homer in questo episodio.
Anche le reazioni da parte dei critici furono in generale molto positive: gli autori del libro I Can't Believe It's a Bigger and Better Updated Unofficial Simpsons Guide, Warren Martyn e Adrian Wood lodarono le scene dei flashback di Lisa bambina. Bill Gibron di DVD Verdict definì l'episodio "Il pony di Lisa" come "senza prezzo", sostenendo che "mescolasse vecchie storie con nuove esperienze, combinandole con alcune delle migliori battute della serie"; Gibron assegnò all'episodio una valutazione di 100/100. Anche Nate Meyers di Digitally Obsessed assegnò il punteggio pieno all'episodio (5/5), sostenendo che "i patiti di film troveranno strepitosi" i riferimenti alle pellicole di Coppola e Kubrick. Il riferimento alla scena del cavallo conquistò il settimo posto della classifica di Nathan Ditum per Total Film sui migliori riferimenti cinematografici nella storia della serie animata. Il riferimento a 2001: Odissea nello spazio invece venne citato dal quotidiano The Star-Ledger come una delle loro citazioni preferite di Kubrick all'interno de "I Simpson". Sulle pagine di The Guardian David Eklid affermò che episodi come "Il pony di Lisa" e "Papà-zzo da legare" rendessero la terza stagione de "I Simpson" "la migliore stagione di tutti gli show televisivi di sempre". Inoltre Molly Griffin del The Observer sostenne che episodi come "Il pony di Lisa" sono fra quelli che "hanno reso lo show la forza culturale che è oggi". Una recensione meno positiva fu quella a firma di Colin Jacobson di DVD Movie Guide, il quale affermò che episodi come questo "in cui Homer deve riscattarsi con qualcun altro non sono una rarità" e che "non ha offerto una grande rappresentazione".
Una lista dei dieci episodi migliori della serie a opera del fan site The Simpsons Archive e ripresa dal quotidiano USA Today include l'episodio "Il pony di Lisa" alla settima posizione. Inoltre il professor Paul Cantor, docente di inglese dell'Università della Virginia, sfruttò questo episodio come esempio per provare che I Simpson non promuovono modelli e valori negativi come sostenevano alcuni critici.

## Sigla
- Gag del divano: Homer si sdraia sul divano, gli altri si siedono sopra di lui.
- Frase alla lavagna: I "Bart Bigliettoni" non sono valuta legale.